# Panama op de Olympische Zomerspelen 2008
Panama nam deel aan de Olympische Zomerspelen 2008 in Peking, China. Panama debuteerde op de Zomerspelen in 1928 en deed in 2008 voor de vijftiende keer mee. Verspringer Irving Saladino schreef voor zijn land geschiedenis door de eerste gouden medaille te winnen.

## Medailleoverzicht
| Sport    | Olympiër        | Discipline      | Medaille |
| -------- | --------------- | --------------- | -------- |
| Atletiek | Irving Saladino | verspringen (m) | Goud     |

## Deelnemers en resultaten

### Atletiek
| Olympiër        | Discipline      | Resultaat | Prestatie                                                  |
| --------------- | --------------- | --------- | ---------------------------------------------------------- |
| Bayano Kamani   | 400m horden (m) | 24e       | serie 2: 4de in 49,05 halve finale 2: 8ste in 50,48        |
| Irving Saladino | verspringen (m) | Goud      | kwalificatie groep B: 4de met 8,01m finale: 1ste met 8,34m |

### Schermen
| Olympiër       | Discipline | Resultaat | Prestatie                                                                     |
| -------------- | ---------- | --------- | ----------------------------------------------------------------------------- |
| Yesika Jimenez | degen (v)  | 16e       | 1ste ronde: W van UKR Shemyakina: 15-13 2de ronde: V van GER Duplitzer: 10-15 |

### Zwemmen
| Olympiër                   | Discipline          | Resultaat | Prestatie                |
| -------------------------- | ------------------- | --------- | ------------------------ |
| Edgar Roberto Crespo       | 100m schoolslag (m) | 53e       | serie 2: 1ste in 1.03,72 |
|                            |                     |           |                          |
| Christie Marie Bodden Baca | 100m rugslag (v)    | 47e       | serie 1: 3de in 1.07,18  |

Afghanistan · Albanië · Algerije · Amerikaanse Maagdeneilanden · Amerikaans-Samoa · Andorra · Angola · Antigua en Barbuda · Argentinië · Armenië · Aruba · Australië · Azerbeidzjan · Bahama's · Bahrein · Bangladesh · Barbados · België · Belize · Benin · Bermuda · Bhutan · Bolivia · Bosnië en Herzegovina · Botswana · Brazilië · Britse Maagdeneilanden · Bulgarije · Burkina Faso · Burundi · Cambodja · Canada · Centraal-Afrikaanse Republiek · Chili · China · Chinees Taipei · Colombia · Comoren · Congo-Brazzaville · Congo-Kinshasa · Cookeilanden · Costa Rica · Cuba · Cyprus · Denemarken · Djibouti · Dominica · Dominicaanse Republiek · Duitsland · Ecuador · Egypte · El Salvador · Equatoriaal-Guinea · Eritrea · Estland · Ethiopië · Fiji · Filipijnen · Finland · Frankrijk · Gabon · Gambia · Georgië · Ghana · Grenada · Griekenland · Groot-Brittannië · Guam · Guatemala · Guinee · Guinee‑Bissau · Guyana · Haïti · Honduras · Hongarije · Hongkong · Ierland · IJsland · India · Indonesië · Irak · Iran · Israël · Italië · Ivoorkust · Jamaica · Japan · Jemen · Jordanië · Kaaimaneilanden · Kaapverdië · Kameroen · Kazachstan · Kenia · Kirgizië · Kiribati · Koeweit · Kroatië · Laos · Lesotho · Letland · Libanon · Liberia · Libië · Liechtenstein · Litouwen · Luxemburg · Macedonië · Madagaskar · Malawi · Malediven · Maleisië · Mali · Malta · Marshalleilanden · Marokko · Mauritanië · Mauritius · Mexico · Micronesië · Moldavië · Monaco · Mongolië · Montenegro · Mozambique · Myanmar · Namibië · Nauru · Nederland · Nederlandse Antillen · Nepal · Nicaragua · Nieuw-Zeeland · Niger · Nigeria · Noord-Korea · Noorwegen · Oeganda · Oekraïne · Oezbekistan · Oman · Oostenrijk · Oost‑Timor · Pakistan · Palau · Palestina · Panama · Papoea-Nieuw-Guinea · Paraguay · Peru · Polen · Portugal · Puerto Rico · Qatar · Roemenië · Rusland · Rwanda · Saint Kitts en Nevis · Saint Lucia · Saint Vincent en Grenadines · Salomonseilanden · Samoa · San Marino · Sao Tomé en Principe · Saoedi-Arabië · Senegal · Servië · Seychellen · Sierra Leone · Singapore · Slovenië · Slowakije · Soedan · Somalië · Spanje · Sri Lanka · Suriname · Swaziland · Syrië · Tadzjikistan · Tanzania · Thailand · Togo · Tonga · Trinidad en Tobago · Tsjaad · Tsjechië · Tunesië · Turkije · Turkmenistan · Tuvalu · Uruguay · Vanuatu · Venezuela · Verenigde Arabische Emiraten · Verenigde Staten · Vietnam · Wit-Rusland · Zambia · Zimbabwe · Zuid-Afrika · Zuid-Korea · Zweden · Zwitserland
Uitgesloten van deelname: Brunei